# Грачёв, Валентин Григорьевич
Валентин Григорьевич Грачёв (28 июня 1940, Мытищи, Московская область — 28 декабря 1995, Москва) — советский и российский актёр.

## Биография
Родился 28 июня 1940 года в городе Мытищи Московской области в семье служащих. Школьником дебютировал в кино. В 1953 году на экраны вышел фильм «Таинственная находка», в котором Валентин исполнил одну из главных ролей. После этого снялся ещё в нескольких фильмах — «Море студёное» (1954), «Солдат Иван Бровкин» (1955) и «Серый разбойник» (1956).
В 1957 году окончил среднюю школу с серебряной медалью и поступил на актёрское отделение Всесоюзного государственного института кинематографии (мастерская Григория Козинцева и Сергея Скворцова), который окончил в 1962 году. Параллельно с учебой продолжал сниматься в небольших ролях.
В 1962—1964 годах – артист Экспериментального театра пантомимы ЭКТЕМИМ под руководством Александра Румнева.
В этом театре познакомился со своей будущей женой — актрисой Викторией Радунской. В 1963 году молодые люди поженились, а через пять лет у них родилась дочь Юлия.
В 1964 году театр ЭКТЕМИМ был закрыт, и Валентина Грачёва пригласили в труппу Театра-студии киноактёра, где он играл в ряде спектаклей, активно снимаясь в кино. В 1965 году в фильме «Человек без паспорта» исполнил роль лесоруба Коршунова. Снимался также в фильмах «Заблудший», «Айболит-66», «Опекун», «Адъютант его превосходительства», «От зари до зари», «Обелиск», «Горячий снег», «Фронт в тылу врага» и многих других.
Со временем популярность актёра пошла на спад, режиссёры предлагали ему небольшие проходные роли. Выразить свой талант Валентин Грачёв мог только в дубляже и озвучивании фильмов.
В жизни Валентин Грачёв был весёлым и улыбчивым человеком, у него было очень много друзей. Главным смыслом его жизни всегда была работа. Когда её становилось всё меньше, он стал употреблять спиртное, чтобы хоть как-то забыть свою невостребованность.
Брак с Викторией Радунской распался. В 1982 году Валентина Грачёва из-за проблем с алкоголем и дисциплиной уволили из Театра-студии киноактёра. Некоторое время он ещё работал на дубляже, но вредная привычка взяла верх и подкосила его здоровье.
Умер 28 декабря 1995 года в Москве. Похоронен на Образцовском кладбище (Щёлковский район, Московская область).

## Творчество

### Фильмография
1. 1953 — Таинственная находка — Вася Головин, нерадивый школьник
2. 1954 — Море студёное — Ваня Химков
3. 1956 — Серый разбойник — Серёжа
4. 1957 — Екатерина Воронина — рабочий речного порта (нет в титрах)
5. 1958 — Иван Бровкин на целине — Николай, член бригады
6. 1959 — Золотой эшелон — Тишка
7. 1959 — Необыкновенное путешествие Мишки Стрекачёва — Василий, сын машиниста (в титрах — В. Грачёва)
8. 1960 — Первое свидание — Митя Казаков
9. 1961 — В трудный час — солдат (нет в титрах)
10. 1961 — Рассказы о юности (новелла «Секретарь уездного комитета») — Микола
11. 1963 — Если ты прав… — Ваня, сосед Алексея Гончарова по общежитию
12. 1964 — Казнены на рассвете — Новорусский
13. 1965 — Три времени года
14. 1965 — Человек без паспорта — лесоруб Леонид Коршунов
15. 1965 — Заблудший — Толик, старший сын Пелагеи и Евсея
16. 1966 — Айболит-66 — комик
17. 1966 — Лунные ночи — Саша
18. 1967 — Всякое бывает…
19. 1967 — Чемпионы улицы
20. 1968—1971 — Освобождение — радист Леонтьев
21. 1969 — Адъютант его превосходительства — Сазонов
22. 1970 — Выстрел на границе — Паша, повар
23. 1970 — Один из нас — Иван Громов, сотрудник НКВД
24. 1970 — Опекун — Саша, одноклассник Короедова
25. 1970 — Сердце России — рабочий из Хамовников (нет в титрах)
26. 1971 — Здесь проходит граница (фильм) (1-я серия) — дежурный по погранзаставе
27. 1971 — У нас на заводе — механник
28. 1972 — Горячий снег — сержант Нечаев
29. 1973 — Иван Васильевич меняет профессию — стрелец, произносививший: «Живьём брать демонов!»
30. 1973 — Райские яблочки — эпизод
31. 1973 — За час до рассвета — белогвардеец (нет в титрах)
32. 1975 — От зари до зари — Игорь Степанович Малафеев, пассажир, «колхозник»-шахматист
33. 1975 — Принимаю на себя — Оськин
34. 1976 — Долги наши — Виктор Владимирович, капитан траулера
35. 1976 — Ну, публика! — кочегар (нет в титрах)
36. 1976 — Обелиск — Сивак
37. 1978 — Встретились…
38. 1978 — Предварительное расследование — Николай Дмитриевич Савельев, прокурор
39. 1981 — Фронт в тылу врага — эпизод
40. 1987 — Ловкачи — рабочий бригады

### Озвучивание
1. 1968 — Люди в солдатских шинелях — Пятый (роль Кенно Оя)
2. 1969 — Свет в наших окнах — Джава (роль Г. Нариманидзе)
3. 1969 — Цветок кактуса (США) — Игорь Салливан, писатель и сосед Тони (роль Рика Ленца)
4. 1970 — Семь дней Туйзу Таави (Tuulevaikus, Таллин-фильм) — Олев (роль Р. Трасса)
5. 1971 — Брат мой (Казахфильм; роль А. Кенжаева)
6. 1973 — Белый клык (Zanna Bianca; Италия, Франция)
7. 1973 — Вей, ветерок! (Рижская киностудия) — Гатынь (роль П. Гаудиньша)
8. 1973 — Хаос (Арменфильм) — роль И. Нагавкина
9. 1974 — Возвращение Белого Клыка (Ritorno di Zanna Bianca Il; Италия, Франция)
10. 1974 — Цвет золота (Туркменфильм) — Сахат (роль Сапара Одаева)
11. 1975 — Яблоко как яблоко (Азербайджан-фильм) — Курбан (роль Х. Мамедова)
12. 1976 — Время жить, время любить (Aeg elada, aeg armastada; Таллинфильм) — фотограф Туус (роль П. Карда)
13. 1976 — Легенда о Тиле — Тиль Уленшпигель (роль Лембита Ульфсака, нет в титрах)
14. 1976 — Охота за браконьером (Таллинфильм) — инспектор рыбоохраны (роль Феликса Карха)
15. 1976 — Маречек, подайте мне ручку!
16. 1976 — Поле Айсулу (Киргизфильм) — Сыргак (роль Джамбула Худайбергенова)
17. 1977 — Бухта радости (Азербайджанфильм) — Назим (роль А. Гадирова)
18. 1977 — Рача, любовь моя (Rača, láska moja; СССР, Грузия-фильм и Чехословакия, «Колиба» (Словакия)) — Иозеф-Сосо (роль Я. Грешо)
19. 1977 — Соль и хлеб — Мустафа (новелла Соль, роль С. Баймуханова), Селебез (новелла Хлеб, роль Ж.Курманбекова)
20. 1978 — Дознание пилота Пиркса (Test pilota Pirxa; СССР (Таллинфильм), Польша) — инженер-нуклеонник Курт Вебер (роль Т. Саара)
21. 1980 — Как жить без тебя? (Грузия-фильм) — Отар (роль Г. Маргвелашвили)
22. 1980 — Письмо с БАМа (Tserilebi Bamidan; Грузия-фильм) — русский текст
23. 1980 — Дорожное происшествие (Азербайджанфильм) — Мустафа (роль Вахтанга Панчулидзе)
24. 1981 — Золотая пропасть (Азербайджанфильм) — Азис (роль Ш. Сулейманова)
25. 1982 — Ганди (Gandhi; Великобритания, Индия) — '
26. 1983 — Бьют — беги! — Пхинко (роль Гии Дзнеладзе)
27. 1983 — Голубые горы, или Неправдоподобная история (Грузия-фильм) — Сосо (роль Рамаза Гиоргобиани)
28. 1984 — Великий поход за невестой (Грузия-фильм)
29. 1985 — Лома (Грузия-фильм)